# Charles Curme
Charles Thomas Curme (* 2. August 1827; † 19. Februar 1892) war ein britischer Seeoffizier der Royal Navy und zuletzt Vizeadmiral, der unter anderem zwischen 1880 und 1885 Admiral Superintendent der Marinewerft Devonport sowie von 1890 bis zu seinem Tode 1892 Oberkommandierender der Marinestation Sheerness (Commander-in-Chief, Sheerness) war.

## Leben

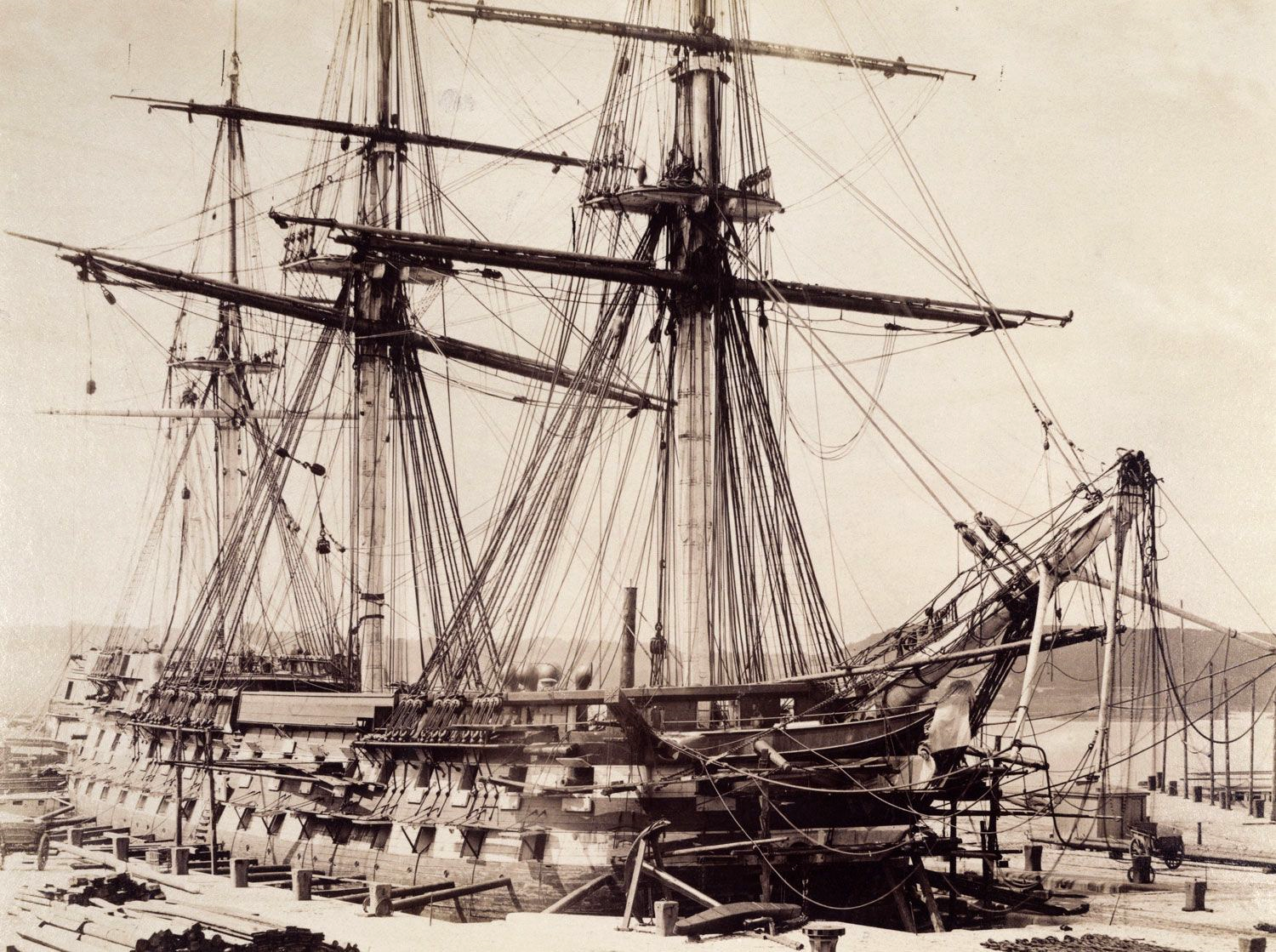
Commander Curme war 1863 kurzzeitig Kommandant des Versorgungsschiffs HMS Hannibal.

Charles Thomas Curme trat 1841 in die Royal Navy ein und wurde nach der Ausbildung zum Seeoffizier am 4. März 1848 Lieutenant befördert. Kurz darauf wurde er am 14. April 1848 unter dem Kommando von Captain James William Morgan an Bord der HMS Hastings versetzt, die in der Marinestation Ostindien (East Indies Station) als Flaggschiff von Konteradmiral Francis Augustus Collier diente. Anschließend blieb er in der Marinestation Ostindien und wurde am 16. Juni 1854 unter dem Kommando von Captain George Disney Keane Offizier auf der Brigg-Sloop HMS Grecian, 1855 unter dem Kommando von Captain Keith Stewart auf der HMS Nankin sowie zuletzt 1858 unter dem Kommando von Captain Charles Elliot auf der HMS Sybille, wo am 26. Februar 1858 seine Beförderung zum Commander erfolgte. Am 16. Februar 1859 wurde er unter dem Kommando von Captain George O’Callaghan stellvertretender Kommandant (Second-in-Command) des 91-Kanonen-Linienschiffs HMS Algiers, welches erst zum Kanalgeschwader (Channel Squadron) und später zur Mittelmeerflotte (Mediterranean Fleet) gehörte. Er war ferner zwischen dem 6. Februar und dem 28. April 1863 Kommandant des Linienschiffs HMS Hannibal, das in der Marinebasis Portsmouth als Versorgungsschiff für Seeleute nach Asien diente, sowie vom 17. November 1863 bis zum 25. Februar 1864 als Kommandant des Versorgungsschiffs HMS Adventure.
Curme, der am 16. Februar 1864 seine Beförderung zum Captain erhielt, war zwischen dm 22. Dezember 1868 und dem 14. Januar 1872 Kommandant des Truppentransportschiffs HMS Euphrates sowie im Anschluss vom 9. Juli 1872 bis zum 4. Oktober 1873 Kommandant des Schlachtschiffs HMS Repulse, welches in der Marinestation Pazifik (Pacific Station) das Flaggschiff des Oberkommandierenden Konteradmiral Charles Hillyar war. Am 1. Januar 1875 wurde er Kommandant des Linienschiffs HMS Duncan, das Flaggschiff des Oberkommandierenden der Marinestation Sheerness Vizeadmiral George Fowler Hastings, und hatte dieses Kommando bis zum 13. Februar 1876 inne. Er war des Weiteren zwischen dem 1. Januar 1877 und dem 3. Januar 1880 Kommandant des Linienschiffs HMS Indus, welches zu der Zeit als Wachschiff der Reserve und Flaggschiff von Konteradmiral Charles Webley Hope in der Marinebasis Devonport eingesetzt war.
Nachdem Charles Curme am 1. Januar 1880 zum Rear-Admiral befördert worden war, löste er am 20. Februar 1880 Konteradmiral Charles Webley Hope als Admiral Superintendent der Marinewerft Devonport ab und verblieb auf diesem Posten bis zum 23. Februar 1885, woraufhin Konteradmiral John Wilson seine dortige Nachfolge antrat. Er wurde am 9. März 1886 zum Vice-Admiral befördert. Zuletzt wurde er am 4. August 1890 als Nachfolger von Vizeadmiral Thomas Lethbridge neuer Oberkommandierender der Marinestation Sheerness (Commander-in-Chief, Sheerness) mit der HMS Wildfire als Flaggschiff. Er übte dieses Kommando bis zu seinem Tode am 19. Februar 1892 aus und wurde daraufhin von Vizeadmiral Sir Algernon Heneage abgelöst.